# Scanisaurus
Scanisaurus nghĩa là "thằn lằn Scania", là một chi plesiosaur. Per-Ove Persson 1996 đã phân loại Scanisaurus thuộc Cimoliasauridae, như là một plesiosaur mesodiran, với một cái đầu lớn hơn và cổ tương đối ngắn hơn so với plesiosaur dolichodiran (cổ dài). Scanisaurus sống trong Creta muộn (tầng Senon) ở Thụy Điển. Nó được coi là nomen dubium.